# Jonuta (gmina)

Położenie gminy Jonuta na mapie stanu Tabasco

Jonuta – gmina meksykańskiego stanu Tabasco, położona w jego wschodniej części, której północny kraniec jest w odległości około 25 kilometrów od wybrzeża Zatoki Meksykańskiej. Jest jedną z 17 gmin w tym stanie. Siedzibą władz gminy jest miasto Jonuta. Nazwa gminy pochodzi od słów w języku nahuatl “Shono-tla”, oznaczające miejsce gdzie rosną drzewa jonata (Jonata = Heliocarpus americanus tropikalne drzewo z rodziny ślazowatych.
Ludność gminy Jonuta w 2010 roku liczyła 29 519 mieszkańców, co czyniło ją najmniej liczną gminą w stanie Tabasco.

## Geografia gminy

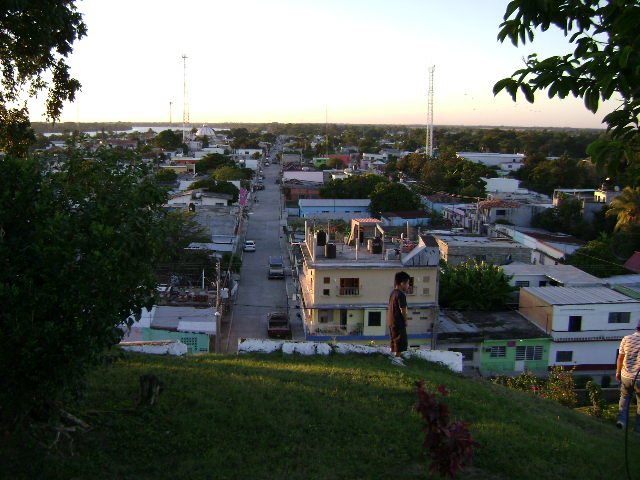
Panorama na miasto Jonuta

Gmina jest gminą graniczną ze stanami Chiapas (od południa) i Campeche (od północnego wschodu). Powierzchnia gminy wynosi 1575,64 km², zajmując 6,43% powierzchni stanu, co czyni ją średniej wielkości gminą w stanie Tabasco. Obszar gminy jest równinny (często bagnisty) a położenie w odległości kilkudziesięciu kilometrów od Zatoki Meksykańskiej sprawia, że wyniesienie powierzchni ponad poziom morza wynosi tylko 30 m.
Przez terytorium gminy przepływa rzeka Usumacinta, a na jego południowej części znajduje się kilkanaście dużych jezior z których najważniejszymi są: El Pital, La Sombra, Atascadero, Agostadero, Playa Larga, El Corozo, Catorce Guanos, El Jobo, El Zapote, Laguna Alegre. Ponadto teren gminy w dużej części pokryty jest lasami, które mają charakter lasów deszczowych.

## Klimat
Klimat jest ciepły (rekordowa najniższa zanotowana temperatura wynosi 12 °C), ze średnią roczną temperaturą wynoszącą 26,5 °C oraz z niewielką roczną amplitudą, gdyż średnia temperatura najcieplejszego miesiąca (czerwiec) wynosi 30,8 °C, podczas gdy średnia temperatura najchłodniejszego (styczeń) wynosi 22,9 °C. Wiatry znad Morza Karaibskiego oraz znad Zatoki Meksykańskiej przynoszą bardzo dużą masę wilgotnego powietrza czyniąc klimat wilgotnym ze średniorocznym opadem na poziomie 2019 mm.

## Gospodarka
Spośród całej ludności około 57% jest aktywnych ekonomicznie, lecz aż 75,1% z tego to ludność zatrudniona w rolnictwie i rybołówstwie co sprawia, że gmina raczej należy do ubogich. Ludność gminy jest zatrudniona wg ważności w następujących gałęziach: rolnictwie, hodowli i rybołówstwie, a także w zakładach bazujących na pracy ręcznej, przemyśle petrochemicznym, usługach i turystyce. Najczęściej uprawia się kukurydzę, fasolę, sorgo oraz gatunki ogrodnicze. Z hodowli najpowszechniejsza jest hodowla bydła mięsnego i owiec.